# Madame de Maintenon
Françoise d'Aubigné, markiezin van Maintenon, beter bekend als Madame de Maintenon (Niort, 27 november 1635 – Saint-Cyr, 15 april 1719) was de tweede - zij het geheime - echtgenote van koning Lodewijk XIV van Frankrijk.

## Biografie
Françoise d'Aubigné was een kleindochter van de adellijke legeraanvoerder en schrijver Théodore Agrippa d'Aubigné, een vriend van Hendrik IV van Frankrijk en een zeer militante hugenoot. Haar vader Constant d'Aubigné had zich lang voor haar geboorte tot het katholicisme bekeerd, maar de familie bleef overwegend protestant.
Ze werd geboren in Niort, waar haar vader opgesloten zat wegens schulden. Hij had het fortuin van zijn tweede vrouw Jeanne de Cardilhac, die met hem in de gevangenis verbleef, verbrast. Françoise is vermoedelijk in de gevangenis geboren.
Als kind woonde ze een tijd op het eiland Martinique. Haar vader was formeel gouverneur van het naburige eiland Marie-Galante, wat in de praktijk niets betekende, omdat dat kleine eiland toen nog een wildernis was. Het gezin leefde er in moeilijke omstandigheden, maar het verblijf op de Antillen zou een diepe indruk op Françoise maken. Hoewel ze katholiek was gedoopt, begon haar vader haar een protestantse opvoeding te geven.
In 1645 keerde haar vader van ellende naar Frankrijk terug, Zijn gezin volgde twee jaar later maar vernam bij de terugkeer dat Constant d'Aubigné net overleden was. Jeanne en haar drie kinderen gingen toen wonen in La Rochelle, waar ze in armoede leefden. Kort daarop kwam de latere Madame de Maintenon onder de hoede van haar tante, Madame de Villette, die haar verder een protestantse opvoeding gaf. Haar katholieke doopmeter, Madame de Neuillant, die hofdame was van de koningin-moeder Anna van Oostenrijk, vond dat onaanvaardbaar en wist te bekomen dat ze van haar protestantse tante werd verwijderd en in een klooster geplaatst. Dat was tegen haar zin, maar onder invloed van een zeer zachtaardige kloosterzuster werd ze een vrome katholiek.

### Madame Scarron
Als adellijke jongedame - hoewel zonder geld - kon ze nu de hogere kringen in Parijs frequenteren. Zo bezocht ze het salon van de gevierde en welgestelde dichter Paul Scarron. Scarron, 25 jaar ouder dan zij en deels verlamd, was onder indruk van haar schoonheid en haar geestig karakter. Hij stelde haar voor om geld van hem te ontvangen zodat ze in het klooster kon treden, ofwel met hem te huwen. Ze koos voor het laatste. Ze was toen zestien. Als Madame Scarron fungeerde ze nu als gastvrouw in zijn salon, waardoor ze heel wat belangrijke figuren leerde kennen. Ze werd een zeer gecultiveerde vrouw, wat in die tijd zeer gewaardeerd werd bij dames van stand.
Paul Scarron overleed in 1660 en liet haar enkel schulden na, zodat ze opnieuw in armoede dreigde te vervallen. Op aandringen van haar invloedrijke kennissen bezorgde de koningin-moeder haar een royaal pensioen, wat haar in staat stelde haar positie in Parijs te behouden. Toen Anna van Oostenrijk in 1666 stierf, schortte haar zoon Lodewijk XIV dat pensioen op, maar het werd snel hersteld na tussenkomst van Madame de Montespan, die haar salon meermalen had bezocht en net een relatie met de koning was begonnen. Intussen was Louis de Mornay (de markies de Villarceaux), een goede kennis van de koning, Françoises minnaar geworden, maar na drie jaar maakte ze een einde aan die relatie en ging ze voortaan door het leven als een vrome weduwe.

### Madame de Maintenon

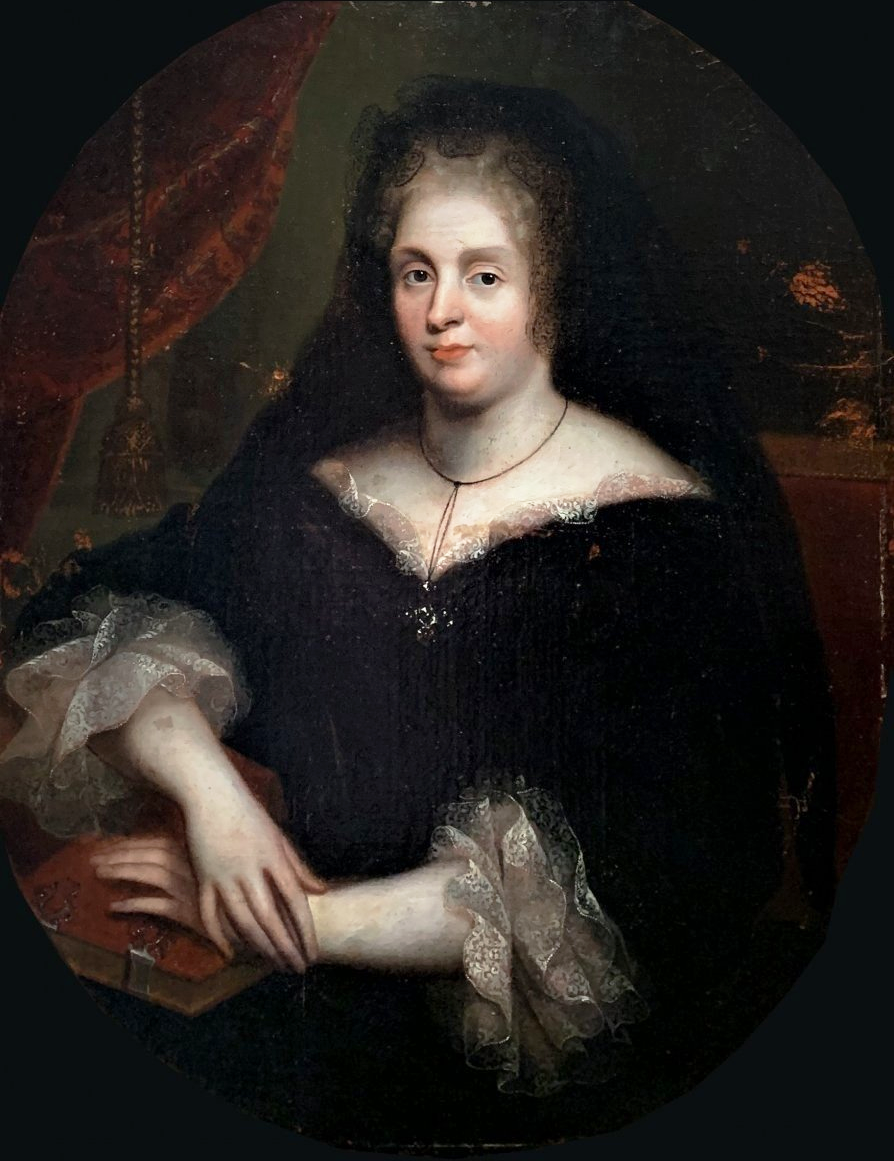
Madame de Maintenon

In 1669 werd de weduwe Scarron gevraagd om gouvernante te worden van de kinderen van Lodewijk XIV en Madame de Montespan, die toen al een paar jaar zijn officiële maîtresse was. Toen de koning deze kinderen erkende en aan het hof liet komen, begon hij steeds meer belangstelling te tonen voor Madame Scarron, door haar uiterlijk maar vooral door haar vriendelijk en aangenaam karakter. Dit leidde tot wrijvingen met de jaloerse Madame de Montespan. Ze dreigde op te stappen als gouvernante, maar Lodewijk toonde zijn dankbaarheid door haar een enorm bedrag te schenken. Daarmee kocht ze in 1674 het kasteel van Maintenon ten westen van Parijs, Het jaar daarop verleende de koning haar de titel van markiezin de Maintenon. Later maakte hij haar ook nog hofdame van de Dauphine Maria Anna Victoria van Beieren
Nadat Madame de Montespan geleidelijk meer uit de gunst raakte en de nieuwe koninklijke maîtresse Mademoiselle de Scorailles in 1681 onverwacht stierf, verkeerde Madame de Maintenon steeds meer in het gezelschap van Lodewijk XIV. Ze werd echter niet als een maîtresse beschouwd want ze behield haar devoot imago.
Na het overlijden van zijn gemalin koningin Maria Theresia op 30 juli 1683, besliste de koning met Madame de Maintenon te trouwen, zij het in het geheim, zodat ze niet de titel van koningin kreeg. Het huwelijk, waarvan geen schriftelijk bewijs zou bestaan, vond waarschijnlijk plaats in de nacht van 9 op 10 oktober 1683 en werd ingezegend door aartsbisschop van Parijs, François de Harlay de Champvallon, in aanwezigheid van pater François d'Aix de La Chaise, de biechtvader van de koning, en enkele vertrouwelingen.
Madame de Maintenon heeft vermoedelijk grote invloed op de politiek van de koning gehad. Ze kreeg gedaan dat de koning zijn bastaardkinderen (die zij had grootgebracht) in rang verhief boven de hertogen, en verwierf voor een van hen, Lodewijk August van Bourbon, hertog van Maine, belangrijke benoemingen in Lodewijks testament, waardoor de positie van de latere regent, de hertog van Orléans, uitgehold werd. Maintenons invloed ná de dood van de koning moest hierdoor bestendigd worden.
Ze was de eerste dame aan het hof en duldde geen rivalen. Zo had ze een hekel aan haar schoonzus, de 17 jaar jongere en geestige la Palatine, echtgenote van de hertog van Orleans (broer van Lodewijk XIV). Deze geeuwde ongegeneerd tijdens de preek, zong te luid tijdens processies, schreef bijzonder kritisch over haar in haar brieven (die Maintenon liet openen), en las, als voormalig protestantse, Duitse bijbels. Madame Palatine had haar invloed niet aan haar uiterlijk te danken, vandaar de hevige strijd tussen de twee dames.
Door haar vroomheid en haar invloed op de koning werd het hofleven veel strenger en devoter dan voordien. Ze is er vaak van beschuldigd dat onder haar invloed de intolerantie tegen de hugenoten toenam, wat leidde tot de dragonnades en de herroeping van het edict van Nantes. Later onderzoek heeft aangetoond dat Madame de Maintenon geen voorstander was van gedwongen bekeringen of het gebruik van harde maatregelen tegen de protestanten. Ook het verwijt dat de Spaanse Successieoorlog mede door haar invloed zou zijn veroorzaakt, lijkt onterecht.
Onder impuls van Madame de Maintenon opende in 1686 het Maison royale de Saint-Louis te Saint-Cyr, een kostschool voor meisjes uit verarmde adellijke families, zoals zijzelf was geweest. Aan deze kostschool besteedde ze tot haar dood veel energie. Haar doel was hardwerkende en nuttige aristocrates af te leveren, die zouden kunnen helpen het familiefortuin weer tot bloei te brengen en die in hun gezin de rol van intendant, maître d'hôtel en gouvernante zouden kunnen waarnemen. Ze leerden er huishoudelijke vaardigheden, maar ook vastgoedbeheer. Conversatie en het schrijven van brieven verschoven daarentegen naar het achterplan, want Madame de Maintenon vreesde dat het ledige hofleven ten kostte zou gaan van de werkethiek. Saint-Cyr was doorheen de 18e eeuw een model voor vrouwelijk onderricht en inspireerde in 1764 de opening van het Smolny-instituut voor adellijke juffrouwen in Sint-Petersburg. Haar invloed overleefde zelfs de Revolutie.
Na Lodewijks dood in 1715 werd de hertog van Orléans regent voor de minderjarige Lodewijk XV. Hij liet het door La Maintenon gepousseerde testament van Lodewijk XIV door het Parlement van Parijs ongeldig verklaren, waardoor macht van de hertog van Maine werd beperkt. Madame de Maintenon verloor alle invloed en trok zich terug in Saint-Cyr. Ze overleed er in 1719 op 83-jarige leeftijd.

## Voetnoten
1. ↑  Carolyn C. Lougee, "Noblesse, Domesticity, and Social Reform. The Education of Girls by Fénelon and Saint-Cyr" in: History of Education Quarterly, 1974, nr. 1, p. 87-114. DOI:10.2307/367607
2. ↑  Carolyn C. Lougee, "Saint-Cyr: the Counterinstitution" in: Le Paradis des Femmes: Women, Salons, and Social Stratification in Seventeenth-Century France, 1976, p. 173-195

- Bibsys: 3098508
- Bibliothèque nationale de France: cb120537751 (data)
- Biografisch Portaal: 28051833
- Catàleg d'autoritats de noms i títols de Catalunya: 981058513364606706
- Gemeinsame Normdatei: 118640798
- International Standard Name Identifier: 0000 0001 0927 3521
- KulturNav: aa6ef1be-47a7-4a7d-9bfe-a9879b2a810b
- Library of Congress Control Number: n50039765
- Nationale Bibliotheek van Letland: 000192620
- Nationale Bibliotheek van Tsjechië: mzk2003195520
- Nationale bibliotheek van Australië: 36562480
- Nationale Bibliotheek van Israël: 987007264812105171
- Nationale Bibliotheek van Polen: a0000001185216
- Nederlandse Thesaurus van Auteursnamen: 069340145
- Istituto Centrale per il Catalogo Unico: SBLV225135
- LIBRIS: 249710
- SNAC: w6071g7j
- Système universitaire de documentation: 028770218
- Trove: 1294027
- Union List of Artist Names: 500353795
- Virtual International Authority File: 95293754